# 達什奧古茲州
達什奧古茲州是土庫曼斯坦的一個州，位於該國北部。面積74,000平方公里。1995年人口 1,059,800人。首府达什奥古兹。
下分8縣1市。